# کارل باروس
کارل باروس (انگلیسی: Carl Barus؛ زاده ۱۹ فوریه ۱۸۵۶ - درگذشته ۲۰ سپتامبر ۱۹۳۵) یک فیزیک‌دان اهل ایالات متحده آمریکا بود.